# Erik Elmsäter
Fritz Erik Elmsäter (né le 7 octobre 1919 à Stockholm et décédé le 9 mars 2006 dans la même ville) est un athlète spécialiste du 3 000 mètres steeple, un fondeur et un coureur de combiné nordique suédois. Il concourait en athlétisme pour l'I13 IF puis pour l'IFK Kiruna (de).

## Carrière
Il est le porte-drapeau de la délégation suédoise aux Jeux olympiques d'hiver de 1952.

### Palmarès
| Date | Compétition                        | Lieu         | Résultat | Épreuve                     | Performance     |
| ---- | ---------------------------------- | ------------ | -------- | --------------------------- | --------------- |
| 1946 | Championnats d'Europe d'athlétisme | Oslo         | 2e       | 3 000 mètres steeple        | 9 min 11 s 0    |
| 1948 | Jeux olympiques d'hiver            | Saint-Moritz | 19e      | 18 kilomètres (ski de fond) | 1 h 22 min 12 s |
| 1948 | Jeux olympiques d'hiver            | Saint-Moritz | 9e       | combiné nordique            | 410,95 pts      |
| 1948 | Jeux olympiques d'été              | Londres      | 2e       | 3 000 mètres steeple        | 9 min 08 s 2    |
| 1952 | Jeux olympiques d'hiver            | Oslo         | 56e      | 18 kilomètres (ski de fond) | 1 h 13 min 46 s |
| 1952 | Jeux olympiques d'hiver            | Oslo         | 13e      | combiné nordique            | 397,667 pts     |

### Records
| Épreuve              | Performance  | Date |
| -------------------- | ------------ | ---- |
| 3 000 mètres steeple | 8 min 59 s 6 | 1944 |